# Stuck (filme)
Stuck (Brasil: Em Rota de Colisão  é um filme do gênero suspense dirigido por Stuart Gordon. Lançando em 2007, foi protagonizado por Mena Suvari e Stephen Rea, com enredo inspirado numa história real. Posteriormente, foi adaptado em Bollywood como Accident on Hill Road, estrelado por Celina Jaitly no papel de Mena Suvari.

## Elenco
- Mena Suvari - Brandi Boski
- Stephen Rea - Thomas Bardo
- Russell Hornsby - Rashid
- Rukiya Bernard - Tanya
- Carolyn Purdy-Gordon - Petersen

## ver tambem
- Stuck ,filme de 2016 dirigido por Michael Berry
- #Stuck ,filme de 2014 dirigido por Stuart Acher
- Stuck (documentário) ,de 2013 dirigido por Thaddaeus Scheel
- Stuck in Love(Ligados Pelo Amor) ,filme de 2012 dirigido por Josh Boone
- Stuck! ,filme de 2009 dirigido por Steve Balderson
- Stuck ,filme de 2002 dirigido pela Lindsay Bourne